# فالتون (ويسكونسن)
فالتون (بالإنجليزية: Valton, Wisconsin)‏ هي منطقة سكنية تقع في الولايات المتحدة في مقاطعة سوك (ويسكونسن).  يقدر عدد سكانها   وترتفع عن سطح البحر 324.01 متر.